# Kościół św. Antoniego Padewskiego w Strzelnikach
Kościół św. Antoniego Padewskiego – rzymskokatolicki kościół filialny w miejscowości Strzelniki (powiat brzeski, województwo opolskie). Świątynia należy do parafii św. Jana Chrzciciela w Łosiowie w dekanacie Brzeg południe, archidiecezji wrocławskiej.
2 marca 1964 roku, pod numerem 708/64 kościół został wpisany do rejestru zabytków nieruchomych województwa opolskiego.

## Historia kościoła
Gotycki kościół w Strzelnikach wybudowany został w 2. połowie XIII wieku. W 1688 roku dobudowana została czworoboczna wieża. W latach 1534–1945 był kościołem ewangelickim. W 1618 roku, z inicjatywy proboszcza parafii w Brzegu księdza Marcina Bittnera, świątynia została odremontowana. W latach 1658–1680 podwyższono nawę oraz obniżono poziom kalenicy. Na przełomie XVIII/XIX wieku przekształcono kruchty. W 1654 roku dobudowano drewniane empory, które zostały wsparte na czterech profilowanych słupach w kształcie balaska. W 1710 roku pomiędzy emporami wybudowano drewniany chór muzyczny wsparty na dwóch kolumnach jońskich. W 1844 roku przełożono dach wieży, a podczas remontu w 1853 powiększono okna.

## Architektura i wnętrze kościoła

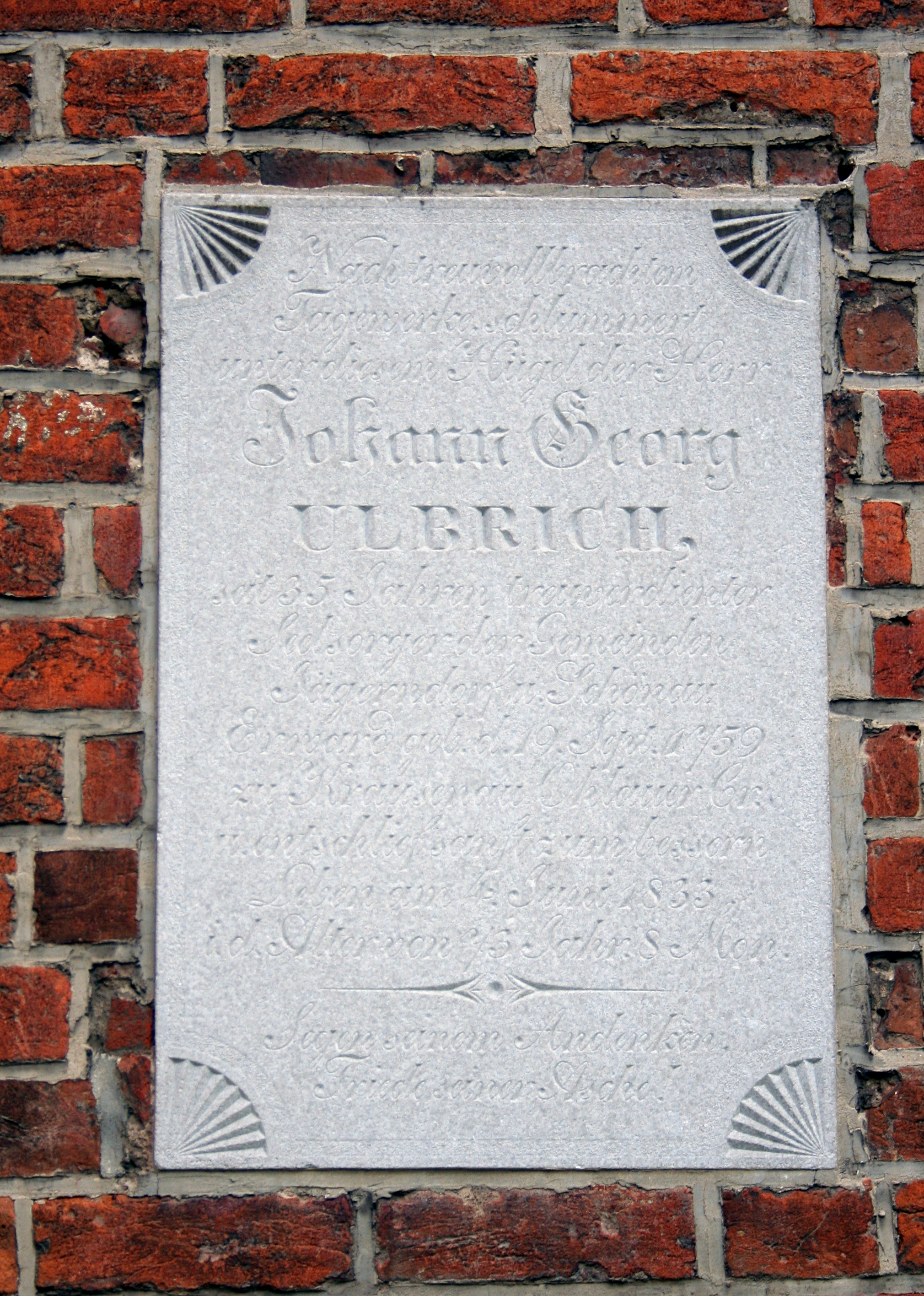
Tablica na murze kościoła (2011)

Kościół w Strzelnikach otoczony jest ceglano-kamiennym murem. Zbudowany został z cegły, oszkarpowany, składa się z nawy z kruchtą, wyodrębnionego prezbiterium z zakrystią, oraz wieży. Przykryty jest dwuspadowym dachem (na elewacji wieży zachowany jest ślad dachu nawy sprzed przebudowy). Wieża zakończona jest hełmem z latarnią. Dwuprzęsłowa nawa nakryta jest stropem, prezbiterium natomiast pokrywa sklepienie krzyżowo-żebrowe. W zakrystii widoczne jest sklepienie kolebkowe. Drzwi do zakrystii zachowały ozdobne okucia i datę 1658.
W czasie remontu w 1958 roku, odkryto na ścianach świątyni średniowieczne polichromie. Na wschodniej ścianie chóru widać scenę słynnego Mistrza Pokłonu Trzech Króli namalowaną w latach 1418–1428 ze scenami Chrystusa nauczającego w świątyni oraz Arma Christi. Pozostałe polichromie pokrywające ściany chóru pochodzą z 1 poł. XIV wieku, w nawie z ok. 1428 roku a w kruchcie z XVI wieku. Sceny jakie przedstawiają polichromie to:
- Chrystus ukazujący rany,
- Chusta św. Weroniki,
- Męczeństwo św. Wawrzyńca,
- Pokłon Trzech Króli,
- Zwiastowania Pańskiego po bokach której przedstawione są postacie św. Wawrzyńca i Matka Boska.

Wśród przedstawień biblijnych jest również świecki fundator, który klęczy wśród duchownych w przedstawieniu Mater Misericordiae.
Świątynia leży na Szlaku Polichromii Brzeskich (Szlak Polichromii Brzeskich to największe skupisko tego typu malowideł w Polsce. Zdobią one ściany, stropy i sklepienia kościołów w 18 miejscowościach położonych w okolicach Brzegu).